# UFC on ABC: Rozenstruik vs. Almeida
UFC on ABC: Rozenstruik vs. Almeida (también conocido como UFC on ABC 4) fue un evento de artes marciales mixtas producido por Ultimate Fighting Championship que tuvo lugar el 13 de mayo de 2023 en el Spectrum Center en Charlotte, Carolina del Norte, Estados Unidos.

## Antecedentes
El evento marcó la quinta visita de la promoción a Charlotte y la primera desde UFC on Fox: Jacaré vs. Brunson 2 en enero de 2018.
Se esperaba que el combate de peso semipesado entre Anthony Smith y Johnny Walker encabezara este evento. Sin embargo, la UFC decidió promover un combate ya programado de tres asaltos de peso pesado entre Jairzinho Rozenstruik y Jailton Almeida al evento principal de cinco asaltos y rebajar el anterior evento principal a un co-evento principal de tres asaltos.
Un combate de peso mosca femenino entre Ji Yeon Kim y Mandy Böhm tuvo lugar en este evento. Anteriormente estaban programadas para enfrentarse en UFC Fight Night: Lewis vs. Spivak, pero Böhm se vio obligado a retirarse debido a una enfermedad.
Se esperaba un combate de peso wélter entre Jake Matthews y Gabriel Green para este evento. Sin embargo, Matthews se retiró del combate debido a una lesión y fue sustituido por Bryan Battle. En el pesaje, Bryan pesó 173 libras, dos libras por encima del límite del peso wélter. El combate se desarrolló en un peso acordado y Battle fue multado con un porcentaje de su bolsa que fue a parar a Green.
En un principio se esperaba que Natan Levy y Pete Rodriguez se enfrentaran en un combate de peso ligero en UFC on ESPN: Song vs. Simón, pero el emparejamiento se canceló debido a un problema no revelado por parte de Rodriguez. Finalmente se reprogramaron para este evento. A su vez, el combate fue cancelado el día anterior debido a problemas de control de peso relacionados con Rodriguez.
Se esperaba un combate de peso paja femenino entre Mackenzie Dern y Angela Hill para este evento. Sin embargo, el combate se retrasó una semana para encabezar UFC Fight Night: Dern vs. Hill.

## Resultados
1. ↑  A Kim se le descontó 1 punto después del segundo asalto debido a que golpeó a Böhm después de la campana. Se le dedujo otro punto en el tercer asalto debido a un rodillazo ilegal a un oponente castigado que hizo que Böhm no pudiera continuar.

## Premios de bonificación
Los siguientes luchadores recibieron bonificaciones de $50000 dólares.
- Pelea de la Noche: No se concedió ninguna bonificación.
- Actuación de la Noche: Jailton Almeida, Ian Machado Garry, 	Carlos Ulberg, Matt Brown, y Bryan Battle

## Récords establecidos
Con la asistencia de 18712 personas, este evento fue el evento de UFC Fight Night con mayor asistencia en los Estados Unidos en la historia de la promoción.